# Imogen Cunningham
Imogen Cunningham (Portland, Oregon, 12 d'abril de 1883 - San Francisco, Califòrnia, 24 de juny de 1976) fou una fotògrafa estatunidenca, coneguda principalment per les seves fotografies botàniques, nus i paisatges industrials. Juntament amb Ansel Adams, John Paul Edwards, Sonya Noskowiak, Henry Swift, Willard van Dyke i Edward Weston va fundar el Grup f/64 el 1932.
L'any 1988 la seva neta Meg Partridge va dirigir el curtmetratge documental Portrait of Imogen, on ens mostra l'artista parlant sobre la seva vida i la seva obra a través de fotografies i una entrevista gravada.

## Biografia

### Inicis
Imogen Cunningham era la gran de sis fills; el seu pare, Isaac, era un lliurepensador individualista i excèntric, i la seva mare, Susan, Imogen la descrivia com una dona dolça, tranquil·la, "que mai no va expressar una opinió de cap tipus". Al voltant del 1890 la família es va traslladar a Seattle, i va començar a tenir greus dificultats econòmiques. Això va influir en Cunningham, i d'aquesta experiència de la pobresa en va treure la seva independència i pragmatisme. El seu pare es va ocupar de la seva educació fins als vuit anys, moment en què va entrar a l'escola.
El 1901, amb divuit anys, va comprar la seva primera càmera, un banc òptic de 4x5 polzades, a l'American School of Art de Scranton (Pennsilvània), però aviat va perdre l'interès i va vendre la càmera a un amic. No va ser fins al 1906, mentre estudiava a la Universitat de Washington a Seattle, que es va sentir inspirada per tornar a la Fotografia novament en conèixer l'obra de la fotògrafa pictorialista Gertrude Käsebier. Amb l'ajuda del seu professor de química, el Dr. Horace Byers, va començar a estudiar la química que hi ha darrere de la fotografia, i va subvencionar les seves classes fotografiant plantes pel departament de botànica.
Després de graduar-se el 1907 Cunningham va treballar per a Edward S. Curtis en el seu estudi fotogràfic de Seattle, adquirint coneixements sobre el negoci del retrat i pràctica fotogràfica, i on va aprendre l'art del retoc de negatius i a fer còpies en paper platí.
El 1909 rep una beca per a estudiar en l'escola superior Technische Hochschule de Dresden; allà es va concentrar en els estudis i no va fer gaires fotos, però el maig de l'any següent va acabar el seu treball "About the Direct Development of Platinum Paper for Brown Tones", descrivint el seu procés per a augmentar la velocitat d'impressió, millorar la claredat dels tons destacats i produir tons sèpia. De tornada a Seattle va conèixer Alvin Langdon Coburn i Alfred Stieglitz, i Gertrude Käsebier a Nova York.

### Activitat professional

#### Pictorialisme, retrat i nu
Ja a Seattle va obrir el seu propi estudi i ràpidament va obtenir reconeixement pels seus retrats i la seva obra pictorialista. La major part de les seves fotos de l'època eren mainaderes a les seves pròpies cases, a la sala d'estar de Cunningham o als boscos del voltant de la seva casa. Es va tornar una fotògrafa molt codiciada i va exposar a l'Acadèmia de les Arts i les Ciències de Brooklyn el 1913. Aquell mateix any va publicar el manifest feminista "Photography as a Profession for Women"; per a ella, la Fotografia era "una professió on els homes i les dones tenen els mateixos drets".
La influència estilística dels photo-secessionistes es reflecteix en les fotografies de Cunningham; les seves primeres imatges pictorialistes estan a l'altura de les publicades a la revista d'Alfred Stieglitz Camera Work, dedicada a aquest moviment. Va dur a terme experiments sorprenents: va provar, entre d'altres, les possibilitats de latitud sobre un únic negatiu, i va fer dues còpies del mateix autoretrat: una de clara titulada Morning Mist and Sunshine, i una de més fosca, In Moonlight. L'any 1914 els seus retrats es van mostrar a l'exposició An International Exhibition of Pictorial Photography a Nova York, i la revista Wilson's Photographic Magazine va publicar un portfoli del seu treball.
El 1915 es va casar amb Roi Partridge, que era artista i professor, i que va posar per a una sèrie de fotografies de nus, moltes fetes a Mont Rainier, i que van ser exhibides per la Seattle Fine Arts Society. L'any següent, malgrat la crítica les va aclamar, la publicació de The Bather a The Town Crier va provocar un escàndol tan gran a Seattle que Cunningham va retirar els seus negatius de circulació durant més de cinquanta anys. Cunningham, que integrava fàcilment el nu en la seva obra, presentava el cos de manera directa i provocadora, conscient del xoc que pot causar.
Va continuar amb la seva feina i el 1917 va néixer el seu fill Gryffyd; es van mudar a San Francisco, i dos anys més tard van tenir els bessons Rondal i Padraic. Partridge va començar a donar classes al Mills College, on va conèixer Maynard Dixon, Johan Hagemeyer, Dorothea Lange i Edward Weston, i els va presentar a la seva dona; eren artistes internacionals de ps per l'escola, però van inspirar Cunningham i, fins i tot, alguns van posar per a ella. La revista Vanity Fair, de la qual Cunningham n'era una lectora assidua, també influeix la fotògrafa, qui practica amb la il·luminació i amb els punts de vista que s'hi mostren.

#### Retrats comercials i fotografia botànica
El 1921 va realitzar la seva primera sèrie de retrats comercials, per la companyia de ballet d'Adolph Bolm. Cunningham va refinar el seu estil i la seva visió de la natura, agafant més interès en els patrons i els detalls i interessant-se cada vegada més en la fotografia botànica, especialment les flors; va apropar el punt de vista i va intentar posar en relleu les formes i els detalls.
Les imatges dobles, molt presents a l'obra de Cunningham, van esdevenir com un leitmotiv; les feia amb una doble exposició (sense manipulació, sobre la mateixa pel·lícula) o bé per superposició de dos negatius. Així, són representades a les seves obres la imatge retornada per l'aigua o el vidre, la imatge múltiple per superposició i el punt de vista directe de doble trobada a la natura.
Del 1923 al 1925 va dur a terme un estudi en profunditat de la flor de la magnòlia, simplificant-lo cada cop més. A finals de la dècada del 1920 va canviar la seva atenció cap a la indústria, fent diverses sèries de paisatges industrials a Los Angeles i Oakland.
El 1929 l'arquitecte Richard Neutra li va demanar a Edward Weston una selecció d'artistes de la Costa Oest dels Estats Units per a l'exposició "Film und Foto" de Stuttgart; Weston va nominar 10 fotografies de Cunningham (8 botàniques, 1 industrial i 1 nu) per a incloure-les a la mostra, on va debutar la seva famosa Two Callas, ja que troba el seu treball bonic, fort i honest. Dos anys més tard, arran d'una exposició en una galeria de Carmel (Califòrnia), el fotògraf va escriure en una crítica que Cunningham era una veritable fotògrafa, d'una rara finesa.

#### Vanity Fair i el cos humà
Va tornar a canviar de direcció, interessant-se més per la forma del cos humà, especialment les mans, i estava fascinada per les d'artistes i músics. Aquest interès la va dur a treballar a la revista Vanity Fair, on feia fotos d'estrelles sense maquillar, com Cary Grant, James Cagney, Ernst Lubitsch, Joan Blondell, Spencer Tracy, Warner Oland i Frances Dee. El desembre de 1931 van aparèixer per primer cop a la revista les fotos de la ballarina Martha Graham, fetes per Cunningham; per a la ballarina aquesta va ser el primer fotògraf amb qui podia crear amb tota confiança. L'any 1932, amb aquest plantejament pràctic i directe al cap, va esdevenir un dels cofundadors del Grup f/64 (juntament amb Ansel Adams, John Paul Edwards, Sonya Noskowiak, Henry Swift, Willard van Dyke i Edward Weston), l'objectiu del qual era "definir la Fotografia com una forma d'art per la presentació senzilla i directa a través de mètodes purament fotogràfics". Aquell mateix any, Cunningham i Weston són reconeguts internacionalment com els millors professionals, però malgrat això ella es va convertir de mica en mica en l'antítesi d'ell.
El 1934 la revista Vanity Fair li va oferir una feina a Nova York; el seu marit volia que esperés que pogués viatjar amb ella, però s'hi va negar i, poc després, es van divorciar. Arran d'aquest contracte va fer multitud de fotos socials, i que van dels carrers de Chinatown al retrat de la mare de Franklin D. Roosevelt. La juxtaposició de la riquesa i la pobresa la va dur a fer la que va considerar la seva primera "foto robada", la d'un rodamón dormint a la vorera. Allò que interessa Cunningham de la Fotografia és "la seva relació amb l'estètica, i el fet que hi ha d'haver una mica de bellesa en cada cosa". Va continuar amb la revista fins que aquesta va deixar de publicar-se el 1936.

#### Fotografia documental, de retrat i de carrer
A Virgínia, a casa del seu amic John Butler, va fotografiar principalment la vida quotidiana d'una dona negra bugadera i dels seus fills pobres. Aquestes van ser les seves primeres fotos documentals, i la van encaminar en una nova direcció. Les "fotos robades" que Cunningham va fer durant tota la seva carrera són retrats expressius i humanistes; ella marcava la seva negativa a intervenir en la vida privada d'aquestes persones, interpretar o jutjar. Es va interessar igualment pels temes industrials i arquitectònics, inspirada per una fotografia de Margaret Bourke-White. Durant els anys de la crisi va treballar fent fotos per la revista Sunset, i durant la Segona Guerra Mundial fa fotografia comercial militar.
El 1942, va llogar la seva residència d'Oakland, que va vendre després de la guerra, i es va mudar a una petita casa prop de Berkeley. El fet de treballar a la ciutat li va fer reviure la seva inspiració i tornar a la fotografia documental de carrer, que caracteritzaria la seva obra d'aquella dècada i que tenia com un projecte paral·lel mentre es mantenia amb les seves fotografies comercials i d'estudi.
L'any 1945 Ansel Adams la va invitar a acceptar un lloc al Departament de fotografia artística de l'Escola de Belles Arts de Califòrnia (a San Francisco) com a membre de la facultat, i també s'hi van unir Dorothea Lange i Minor White. Cunningham va donar-hi classes fins al 1950, i hi va coincidir amb la fotògrafa novaiorquesa Lisette Model, de qui es va fer amiga; a través d'aquesta va conèixer Helen Gee, propietària d'una galeria d'art que va oferir-li, el 1956, de fer una exposició individual. Per a Cunningham, que ja tenia setanta-tres anys, això va suposar un nou reconeixement.
Durant la dècada del 1950 Cunningham va fer els seus millors retrats, tant imatges premeditades i reveladores d'artistes, escriptors i poetes, com insantànies fetes al carrer. Les seves fotografies tracten de qüestions que han afectat la seva vida com artista, esposa, mare i dona divorciada; hi apareix l'afirmació d'un feminisme particular. Tot i que no li agradava el terme feminista, la seva independència natural i el seu sentit d'igualtat la classifiquen en aquesta categoria.
El 29 de març de 1960 va embarcar cap a Europa per tal de celebrar la recent adquisició d'una important retrospectiva de la seva obra per part de George Eastman House. Va fer fotografies de carrer en trobar particularment interessant l'entorn, i es troba amb els seus col·legues fotògrafs August Sander i Paul Strand abans de reprendre el seu viatge aquell l'octubre per visitar l'Europa de l'Est.

### Final de la seva carrera

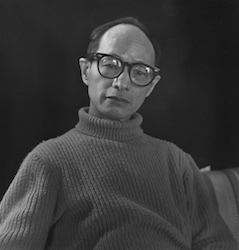
Benjamen Chinn, en una foto de 1973.

Cunningham exten la seva visió més enllà del retrat, a llocs de referència que ella anomena "indicadors de lloc", com ara porxos pintorescos o portals amb bicicleta. La seva visita al fotògraf experimental Man Ray desperta el seu interès pel treball a la cambra fosca i les manipulacions, com s'aprecia a la foto A Man Ray Version of Man Ray. També va fer fotografies similars a les preses dobles a partir de negatius superposats, com a la imatge d'un nu reconstextualitzat en un paisatge forestal, i va expressar els seus sentiments de manera provocadora en una sèrie de natures mortes que evocaven els horrors de la guerra.
A principis de la dècada del 1970 va demanar una beca a la Fundació Guggenheim per tal de finançar les ampliacions de vells negatius que va trobar fent un inventari de la seva obra; li van concedir la beca, se'n va fer un documental i es va publicar un monogràfic, que la van convertir en una celebritat. El 14 de febrer de 1975 va crear la Fundació Imogen Cunningham, que pretén gestionar, promoure i comercialitzar la seva obra.
L'any 1973 es va exhibir la seva obra al festival Rencontres d'Arles en la mostra col·lectiva "Trois photographes américaines, Imogen Cunningham, Linda Connor, Judy Dater". En la seva darrera sèrie de fotografies, anomenades After Ninety, l'artista va intentar capturar l'afirmació del passat, el resum d'una vida en l'expressió d'un rostre transformat pels anys; per a aquest treball, que representa un himne a la llarga vida, va retratar alguns dels seus vells coneguts.
Va continuar fent fotos fins poc temps abans de la seva mort, als noranta-tres anys; el 23 de juny de 1976, una setmana després d'haver-hi ingressat, va morir en un hospital de San Francisco.

## Llibres
- Imogen Cunningham: Portraiture, 1997 ISBN 0-8212-2437-9
- Imogen Cunningham: On the Body, 1998 ISBN 0-8212-2438-7
- Imogen Cunningham 1883–1976, 2001 ISBN 3-8228-7182-6
- Imogen Cunningham: Flora, 2001 ISBN 0-8212-2731-9
- Imogen Cunningham: Platinum / Palladium, 2012[15]
- Imogen Cunningham: Symbolist, 2013[16]